# Fadama
Fadama est une localité du Cameroun située dans l'arrondissement de Petté, le département du Diamaré et la région de l’Extrême-Nord. Elle fait partie du canton de Malam Petel.

## Population
En 1975, la localité comptait 104 habitants, dont 81 Peuls et 23 Guiziga.
Lors du recensement de 2005, on a dénombré 270 personnes à Fadama Bagoudou et 186 à Fadama Domayo.